# Amphithéâtre de Reims
L'amphithéâtre de Reims est un amphithéâtre romain construit au Ier siècle dans la ville de Durocortorum désignée à l'époque augustéenne comme la capitale de la province de Gaule Belgique, aujourd'hui Reims dans le département français de la Marne.
Cet amphithéâtre, dont les derniers vestiges en élévation disparaissent vers le milieu du XIXe siècle, est édifié au nord de la ville antique, presque en bordure de la voie se dirigeant vers Boulogne-sur-Mer. Sa redécouverte au milieu des années 2000 à la faveur de travaux urbains permettent de fixer ses dimensions : 122 × 100 m.

## Localisation

L'amphithéâtre dans un plan moderne de Reims.

Sa localisation, assez bien estimée d'après des plans du XVIIIe siècle, a pu être précisée grâce aux fouilles réalisées lors des travaux du tramway.
L'amphithéâtre se situe dans la partie nord de la ville antique, orienté sur le quadrillage urbain (grand axe dans le sens des cardines), non loin de la voie qui se dirige vers Gesoriacum (Boulogne-sur-Mer) et qui passe à l'est du monument après avoir franchi la porte de Mars. Un autre cardo passe à l'ouest.
L'architecture de l’amphithéâtre et sa date de construction demeurent largement méconnues, en raison de la découverte d'un sesterce d'Hadrien en 1855 dans les environs
À la suite des travaux de construction de l'église Saint-Thomas on signale la découverte de « blocs de pierre portant des traces de moulures un pilastre portant une partie de son chapeau ionique, des bases d'un profil antique peu altéré, beaucoup de briques et de dalles en cliquart qu'on associe à l’amphithéâtre »'. Enfin on estime à partir de l'exemple pompéien, que la construction de l’amphithéâtre avait profité « d'un exhaussement naturel du terrain , qu'on avait évidé pour recevoir l'arène ».
Dans la topographie moderne de la ville, l'amphithéâtre se trouve au sud de l'église Saint-Thomas de Reims et l'avenue de Laon reprend le tracé de la voie antique.

## Histoire
Le site était occupé avant la construction de l'amphithéâtre. Les premières traces d'aménagements consistent en trois fosses et un fossé. Ce fossé est vite rebouché pour construire des habitations, puis l'amphithéâtre y est construit vers 15-45 apr. J.-C.
Des vestiges sont encore visibles dans le paysage durant l’époque médiévale et moderne, ainsi que des découvertes faites lors de la réurbanisation du quartier au XIXe siècle.
Un manuscrit évoque la vie à Reims au XIIe siècle et mentionne le « temple des Trois Piliers » en ruines, en réalité l'amphithéâtre. Au XIIIe siècle, une charte cite « les Arènes » et au XVIIe siècle le toponyme « le Mont d'Arène » est évoqué. Les ruines servant de carrière au XVIIIe siècle et le dernier vestige en élévation, consistant en un massif de craie, est arasé « quelques années avant 1878 ».
Ce sont les fouilles liées à la construction de la première ligne du tramway de Reims, réalisées en 2007 et 2008, qui mettent au jour des vestiges de l'amphithéâtre.

## Description
L'amphithéâtre mesure 122 × 100 m, son grand axe étant parallèle au cardo maximus, alors que des estimations faites en 1861 lui attribuaient une longueur de 100 m.
Une partie du mur périmétral de la cavea est identifié, ainsi qu'une portion d'un mur qui semble délimiter une plateforme remblayée sur laquelle est construit l'amphithéâtre.

## Les apports de l'opération du Tramway
La construction du tramway, qui traversera l'agglomération du nord au sud sur 11 km, est l'occasion d'effectuer des rechercherches archéologiques sur 4 km, soit 2 hectares, dans le centre ancien. Les enjeux de ces fouilles sont majeurs pour la connaissance de la ville gauloise, gallo-romaine.   A l'occasion de la création d'une nouvelle ligne de tramway en 2008, la municipalité rémoise a décidé la réfection du parvis et de la périphérie de l'église Saint-Thomas. Ce réaménagement a occasionné une fouille qui est partie intégrante de l'opération d'archéologie préventive d'ensemble.
Un de ses murs, curviligne, délimite une plateforme, constituée de couches de construction et de remblais, et fait face à un autre mur curviligne, beaucoup plus large, qui semble constituer le périmètre de la cavea, la partie où se trouvent les gradins, de l'édifice. Ces deux portions de murs permettent la projection de l'ellipse de l'amphithéâtre et son positionnement dans la ville.
On peut en déduire grâce à ces fouilles minutieuses que l’amphithéâtre se situe dans la partie nord de la ville.
Dans la topographie moderne de la ville, l’amphithéâtre se trouve au sud de l’église Saint-Thomas.